# Cardiochiles fallax
Cardiochiles fallax är en stekelart som beskrevs av Kokujev 1895. Cardiochiles fallax ingår i släktet Cardiochiles och familjen bracksteklar. Inga underarter finns listade.